# Pietro Suber
Pietro Suber (Roma, 10 gennaio 1964) è un giornalista e regista italiano.

## Biografia
Ha iniziato collaborando con Rai Tre (Un giorno in pretura e Samarcanda), Rai Uno (per i programmi di Sergio Zavoli) e con i quotidiani La Repubblica e Il Messaggero.
Alla Rai e a Mediaset si è occupato per molti anni di cronaca giudiziaria, mafia e infine di esteri.
Per Moby Dick (Mediaset), di Michele Santoro, ha seguito il conflitto in Kosovo nel '99. Successivamente le guerre in Afghanistan, in Iraq, in Libia e Ucraina (per il Tg5).
Nel 2007 ha vinto il premio Saint Vincent con un reportage sul cambio di sesso in Iran. Ha vinto tre volte il premio Ilaria Alpi, l'ultima volta nel 2008 con un documentario sulla crisi economica e il boom della psicoanalisi in Argentina.
È stato consigliere nazionale dell'Ordine dei Giornalisti e vicepresidente dell'Associazione Carta di Roma che si occupa del rapporto tra media italiani e immigrazione. Attualmente è consigliere dell'Ordine dei giornalisti del Lazio.
Nel 2018 riceve insieme a Michele Giorgio, Sara Manisera e Steve McCurry il Premio Giornalistico Archivio Disarmo - Colombe d'oro per la Pace nell'ambito della XXXIV edizione dell'evento.
Nel 2019 ha avuto una menzione speciale ai Nastri d'argento 2019 per  "1938 Quando scoprimmo di non essere più italiani",  che ha ottenuto anche il premio Fiuggi/Storia del 2018 e il Trevignano Film Fest del 2019.
Nel giugno 2020 è uscito il film documentario in 2 puntate Lili Marlene - la guerra degli italiani, su storie meno raccontate della seconda guerra mondiale attraverso le testimonianze di vincitori e vinti.
Il film, nell'ottobre 2020, ha vinto il primo premio Monte Carmignano per l'Europa.
Nell'ottobre 2022 ha realizzato il docufilm  "Mussolini ha fatto anche cose buone? Propaganda di ieri e fake news di oggi" andato in onda su Sky Documentaries (ch 122) .  Disponibile sul ch Now di Sky in streaming. Tra gli obiettivi del film abbattere alcuni luoghi comuni riguardanti Mussolini e il regime fascista e ricercare le radici della fake news di oggi nei metodi della propaganda di quel ventennio che avvelenò il mondo.

## Pubblicazioni
- Pietro Suber, Inviato di guerra. Verità e menzogne, Roma, Laterza, 2004. sulla manipolazione dell'informazione in guerra.
- Saggio “Le periferie dell’informazione”, Edizioni Paoline 2006, con un reportage sulla lobby del petrolio negli Stati Uniti.

## Filmografia
- Mussolini ha fatto anche cose buone? soggetto e sceneggiatura, 2022 (doc)
- Lili Marlene - la guerra degli italiani, regia, 2020 (doc)
- 1938: Quando scoprimmo di non essere più italiani, regia, 2018 (doc)
- Sierra Leone: la vita al tempo di Ebola, regia, 2015 (doc)
- Meditate che questo è stato, regia, 2014 (doc)
- Deutschlandistan: vizi e virtù dell'integrazione tedesca, regia (doc)
- I piccoli ambasciatori, regia, 2009 (doc)
- Argentina: un paese sull'orlo di una crisi di nervi, regia, 2008 (doc)
- I giovani ribelli di Teheran, regia, 2006 (doc)
- Il sangue dell'Impero, regia, 2004 (doc)[4]
- Shanghai: il gigante è in cammino, regia 2002 (doc)
- Lo sciopero della fame nelle carceri turche, regia, 2001 (doc)
- Il racket della prostituzione tra Kosovo e Romania, regia, 2000 (doc)
- Il ghetto nel cuore dell'America, regia, 1999 (doc)
- Le 35 ore in Germania, regia, 1998 (doc)